# Alosterna
Genre
Alosterna est un genre d'insectes coléoptères de la famille des Cerambycidae, de la sous-famille des Lepturinae, de la tribu des Lepturini.

## Liste d'espèces rencontrées en Europe
Selon Fauna Europaea (28 août 2014)
- Alosterna ingrica
- Alosterna pauli
- Alosterna tabacicolor

## Sous-genres
Selon BioLib (28 août 2014), ce genre comprend trois sous-genres :
- Alosterna (Alosterna) Mulsant, 1863
- Alosterna (Alosternida) Podaný, 1961
- Alosterna (Neoalosterna) Podaný, 1961